# Seznam medailistů na mistrovství České republiky v boulderingu
Seznam medailistů na mistrovství České republiky v boulderingu je chronologický přehled medailistů na Mistrovství České republiky v soutěžním lezení, které v této disciplíně sportovního lezení pořádá Český horolezecký svaz.
- mistři z roku 2017 jsou Martin Stráník a Petra Růžičková
- nejvíce titulů mají 9 Martin Stráník, z žen 4 Věra Kotasová-Kostruhová a Nelly Kudrová
- prvními mistry byli v roce 2002 Tomáš Doubravský a Lenka Trnková

## Muži
| Poř.  | Rok  | Město, stěna             | Datum         | Zlato                       | Stříbro              | Bronz          | Závodníků |
| ----- | ---- | ------------------------ | ------------- | --------------------------- | -------------------- | -------------- | --------- |
| I.    | 2002 | Praha, BB (v Jámě)       | 13. dubna     | Tomáš Doubravský            | Marek Repčík         | Jakub Hlaváček |           |
| II.   | 2003 | Brno, výstaviště         | 16. listopadu | Jakub Hlaváček              | Tomáš Mrázek         | Radovan Souček | 42        |
| III.  | 2004 | Praha, Václavské nám.    | 25. září      | Jan Zbranek                 | Jiří Přibil          | Juraj Repčík   | 44        |
| IV.   | 2005 | Praha, Václavské nám.    | 17. září      | Tomasz Oleksy Martin Fojtík | Jan Zbranek          | Radovan Souček | 51        |
| V.    | 2006 | Praha, Václavské nám.    | 23. září      | Jakub Hlaváček              | Martin Stráník       | Radovan Souček | 52        |
| VI.   | 2007 | Brno, výstaviště.        | 11. listopadu | Martin Stráník              | David Šatánek        | Štěpán Stráník | 58        |
| VII.  | 2008 | Praha, SmíchOff          | 13. prosince  | Martin Stráník              | Jakub Hlaváček       | Jiří Přibil    |           |
| VIII. | 2009 | Brno, Rajče              | 31. října     | Martin Stráník              | Jakub Hlaváček       | Ondřej Nevělík |           |
| IX.   | 2010 | Teplice nad Metují, MHFF | 28. srpna     | Martin Stráník              | Alexander Romanowski | Jan Chvála     | 47        |
| X.    | 2011 | Praha, Lokalblok         | 3. září       | Martin Stráník              | Jan Chvála           | Ondřej Nevělík | 40        |
| XI.   | 2012 | Teplice nad Metují, MHFF | 25.-26. srpna | Štěpán Stráník              | Ondřej Nevělík       | Roman Kučera   | 28        |
| XII.  | 2013 | Slaný, náměstí           | 14. září      | Martin Stráník              | Jakub Hlaváček       | Ondřej Beneš   | 42        |
| XIII. | 2014 | Slaný, náměstí           | 13. září      | Martin Stráník              | Jakub Hlaváček       | Jan Chvála     | 29        |
| XIV.  | 2015 | Ostrava                  | 10. října     | Jan Chvála                  | Martin Stráník       | Štěpán Stráník | 37        |
| XV.   | 2016 | Slaný, náměstí           | 23.-24. září  | Martin Stráník              | Roman Kučera         | Jan Chvála     | 52        |
| XVI.  | 2017 | Praha, Letná             | 24. června    | Martin Stráník              | Štěpán Stráník       | Jakub Hlaváček | 46        |

## Ženy
| Poř.  | Rok  | Město, stěna             | Datum         | Zlato                    | Stříbro               | Bronz                    | Závodnic |
| ----- | ---- | ------------------------ | ------------- | ------------------------ | --------------------- | ------------------------ | -------- |
| I.    | 2002 | Praha, BB (v Jámě)       | 13. dubna     | Lenka Trnková            | Lucie Rajfová         | Helena Lipenská          |          |
| II.   | 2003 | Brno, výstaviště         | 16. listopadu | Věra Kotasová-Kostruhová | Lucie Rajfová         | Helena Lipenská          | 13       |
| III.  | 2004 | Praha, Václavské nám.    | 25. září      | Saša Holková             | Zuzana Čintalová      | Katarína Čintalová       | 16       |
| IV.   | 2005 | Praha, Václavské nám.    | 17. září      | Věra Kotasová-Kostruhová | Lenka Trnková         | Silvie Rajfová           | 13       |
| V.    | 2006 | Praha, Václavské nám.    | 23. září      | Věra Kotasová-Kostruhová | Silvie Rajfová        | Alexandra Gendová        | 17       |
| VI.   | 2007 | Brno, výstaviště         | 11. listopadu | Lucie Hrozová            | Katarína Fickuliaková | Dominika Kováčiková      | 16       |
| VII.  | 2008 | Praha, SmíchOff          | 13. prosince  | Věra Kotasová-Kostruhová | Silvie Rajfová        | Katarína Fickuliaková    |          |
| VIII. | 2009 | Brno, Rajče              | 31. října     | Nelly Kudrová            | Silvie Rajfová        | Kateřina Pavlovičová     |          |
| IX.   | 2010 | Teplice nad Metují, MHFF | 28. srpna     | Nelly Kudrová            | Lucie Hrozová         | Lenka Černá              | 17       |
| X.    | 2011 | Praha, Lokalblok         | 3. září       | Lenka Frühbauerová       | Nelly Kudrová         | Věra Kotasová-Kostruhová | 18       |
| XI.   | 2012 | Teplice nad Metují, MHFF | 25.-26. srpna | Nelly Kudrová            | Zuzana Ulrichová      | Petra Růžičková          | 15       |
| XII.  | 2013 | Slaný, náměstí           | 14. září      | Nelly Kudrová            | Petra Růžičková       | Karolína Nevělíková      | 26       |
| XIII. | 2014 | Slaný, náměstí           | 13. září      | Karina Bílková           | Nelly Kudrová         | Kateřina Zachrdlová      | 13       |
| XIV.  | 2015 | Ostrava                  | 10. října     | Petra Růžičková          | Nelly Kudrová         | Eliška Vlčková           | 13       |
| XV.   | 2016 | Slaný, náměstí           | 23.-24. září  | Veronika Šimková         | Nelly Kudrová         | Eliška Vlčková           | 26       |
| XVI.  | 2017 | Praha, Letná             | 24. června    | Petra Růžičková          | Eliška Adamovská      | Edita Vopatová           | 31       |